# Максимов, Максим Викторович
Максим Викторович Максимов (род. 21 марта 1975 года) — российский пловец в ластах, заслуженный мастер спорта России.

## Карьера
- Восьмикратный чемпион Европы (1993, 1995, 1997, 1999)
- Двукратный победитель и многократный призёр чемпионата мира
- Трёхкратный победитель Всемирных игр 1997 и 2001 г.
- Рекордсмен мира

В 1998 году был удостоен почётного звания - заслуженный мастер спорта России.
С 2008 года - начальник Департамента по молодёжной политике, физической культуре и спорту Томской области.
Окончил Томский государственный университет и Сибирскую академию государственной службы.

## Награды
- Почётная грамота Президента Российской Федерации (8 ноября 2023 года) — за достигнутые успехи и многолетнюю добросовестную работу[1]